# Remon van de Hare
Remon Van de Hare (Amsterdam, 23 de maig de 1982) és un exjugador de bàsquet neerlandès. Amb 2,22 m. d'estatura, el seu lloc natural a la pista era el de pivot.

## Palmarès
- Eurolliga: 2003
- Lliga ACB: 2003, 2004
- Supercopa d'Eslovènia: 2005, 2006
- Lliga de Xipre: 2007
- Copa d'Ucraïna: 2008
- Lliga d'Ucraïna: 2008